# اختلاف (إسلام)
الاختلاف هو مصطلح إسلامي يُشير إلى خلاف ديني علمي، ومن ثم فهو نقيض الإجماع. يُعلِّم الإسلام أنه عندما يكون هناك خلاف علمي حول موضوع معين، فلا يجوز إدانة من يتبع موقفًا مختلفًا عن موقفه. لا يسري اشتراط الأمر بالصواب والنهي عن المنكر عند وجود اختلاف على منصب.

## الاختلاف في أمة الإسلام
وبحسب حديث يُنسَب إلى نبي الإسلام محمد، فإن الاختلاف في الرأي بين أمته شكل من أشكال النعمة. ومع ذلك، هناك شك في صحة هذا البيان حول ما إذا كان قد جاء حقًّا من محمد أم لا. غالبًا ما يستشهد الناس بهذا البيان باعتباره حديثًا، لكن لم يرد ذكره في مجموعات الحديث الست الصحيحة، كما أن سلسلة رواته غير معروفة أيضًا. وهناك إصدارات مختلفة من هذا البيان. وَرَد في بعض الروايات: «خلاف أصحابي رحمة لكم». بالتناوب: «اختلاف أصحابي في الرأي رحمة لأمتي». كثير من علماء الحديث يعتبرون هاتين الروايتين ضعيفتين من حيث روايتهما.

## طالِع أيضًا
- أديافورا
- بدعة
- غلاة